# Rhizogeniates carbonarius
Rhizogeniates carbonarius är en skalbaggsart som beskrevs av Ohaus 1909. Rhizogeniates carbonarius ingår i släktet Rhizogeniates och familjen Rutelidae. Inga underarter finns listade i Catalogue of Life.